# Skovkobra
Skovkobra (Naja melanoleuca) også kaldt den sorte kobra er en giftig slange, der hører til slægten Naja, der er en del af familien giftsnoge. Skovkobraen er den største ægte kobra art hjemmehørende i Afrika.

## Etymologi
Skovkobra er klassificeret under slægten Naja af familien Elapidae. Naja melanoleuca blev først beskrevet af amerikanske herpetolog Edward Hallowell i 1857.  Det generiske navn Naja er en latiniserede udgave af sanskrit ordet naga (नाग) betyder "Kobra".  Det specifikke tilnavn "melanoleuca" er græsk og betyder "sort og hvid". Ordet melano er græsk for "sorte", , mens Leuca kommer fra det antikke græske ord for "hvid".   Denne art er også kendt som den sorte kobra og sort og hvid læber kobra.